# 4月12日
4月12日是公历年中的第102天（闰年的第103天），离全年结束还有263天。

## 大事记

### 20世紀以前
- 467年：面對汪達爾-阿蘭王國的掠劫，西羅馬帝國將領李希梅爾任命安特米烏斯為新任皇帝。
- 627年：諾森布里亞國王埃德溫由主教約克的保利諾斯（英语：Paulinus of York）施洗。
- 1204年：教宗依诺增爵三世的十字军攻陷东罗马帝国首都君士坦丁堡，并洗劫城市三天。
- 1606年：英格蘭詹姆士一世統一英格蘭。
- 1798年：在入侵舊瑞士邦聯後，法國軍隊在亞牢扶植成立姊妹共和國海爾維第共和國。
- 1861年：美利坚邦联军队开始炮轰位于南卡罗莱纳州查尔斯顿的桑特堡，南北战争爆发。

### 20世紀
- 1919年：苏俄第一次星期六义务劳动。
- 1927年：大不列颠及北爱尔兰联合王国建立。
- 1927年：中国国民党在蒋中正命令下开始在上海市对中国共产党成员展开大规模逮捕和处决，之后促成第一次国共内战爆发。
- 1945年：富蘭克林·德拉諾·羅斯福逝世，哈利·杜鲁门繼任美国总统。
- 1945年：大日本帝國外务大臣加濑俊一月初策划希特勒及其他納粹黨高層逃亡至日本。12日，在德日军向东京方面请求许可，一架飞机拟由德佔挪威飛往日本领土。机上拟搭载一飞行助理及“另一名乘客”。[1]
- 1961年：苏联宇航员尤里·加加林乘坐东方一号进入外太空，完成世界上首次载人太空飞行。
- 1975年：美國海軍陸戰隊在高棉共和國首都金邊實施直升機疏散任務「鷹遷行動」，5日後金邊陷落，開展紅色高棉三年八個月的黑暗統治。
- 1980年：泰瑞·福克斯开始其“希望马拉松”。
- 1981年：美国哥伦比亚号太空梭自佛罗里达州甘迺迪太空中心发射升空，为首架正式服役的太空梭。
- 1986年：中国开始推行九年制义务教育。
- 1992年：香港旺角上海街棚架倒塌。
- 1996年：雅虎首次公开募股，以每股13美元价格卖出2600万股。

### 21世紀
- 2002年：博鳌亚洲论坛首届年会开幕。
- 2006年：Google行政总裁埃里克·施密特在北京宣布该公司的全球中文名字为“谷歌”。
- 2008年：中華民國第十二屆副總統當選人蕭萬長在當選後22天內中國海南參與博鰲論壇，與中國共產黨中央委員會總書記胡錦濤會面，這是兩岸領導人有史以來最高層級會談。
- 2011年：联合国大会宣布4月12日为“载人空间飞行国际日”，以紀念人類首次進入太空50週年。
- 2012年：朴槿惠率领的新国家党在11日举行的2012年韩国国会选举中获胜，获得国会过半数席位。
- 2016年：魏则西因在百度推荐的武警北京市总队第二医院接受了未经审批且效果未经确认的治疗方法，导致耽误治疗，最终于2016年4月12日不治去世。

## 出生
- 959年：圓融天皇，日本第64代天皇。（991年逝世）
- 1577年：克里斯蒂安四世，丹麥國王和挪威國王。（1648年逝世）
- 1823年：亞歷山大·奧斯特洛夫斯基，俄羅斯劇作家。（1886年逝世）
- 1831年：孝德顯皇后薩克達氏，大清皇后。（1850年逝世）
- 1852年：費迪南德·馮·林德曼，德國數學家。（1939年逝世）
- 1871年：扬尼斯·梅塔克萨斯，希臘軍事人物、政治人物，第50任希臘首相。（1941年逝世）
- 1872年：松村松年，日本昆蟲學家。（1960年逝世）
- 1910年：柯召，中国数学家。（2002年逝世）
- 1913年：福田敬子，日本柔道家。（2013年逝世）
- 1914年：亚德里安·布拉奥，荷兰天文学家。（2010年逝世）
- 1914年：吉爾伯特·泰勒，英國電影摄影師。（2013年逝世）
- 1916年：班傑明·利貝特，美國神經科學家，人類意識領域的先驅。（2007年逝世）
- 1933年：蒙特塞拉特·卡芭葉，西班牙女高音演唱家。（2018年逝世）
- 1942年：杏林子，台灣作家。（2003年逝世）
- 1942年：雅各布·朱瑪，南非政治人物，第4任南非總統。
- 1944年：沃恩·普拉特，澳大利亞計算機科學家
- 1946年：艾德·奥尼尔，美國男演員
- 1947年：湯姆·克蘭西，美國小說家。（2013年逝世）
- 1947年：大卫·莱特曼，美國脱口秀节目主持人、喜剧演員、電視制作人。
- 1948年：马尔切洛·里皮，意大利足球教练。
- 1950年：趙怡，台灣前行政院新聞局局長。
- 1951年：謝肅方，英國裔香港公務員、學者。
- 1953年：吳興國，台灣演員。
- 1956年：安迪·加西亞，美國男演員。
- 1957年：倫永亮，香港創作歌手、音樂製作人。
- 1959年：六小龄童，中國男演員。
- 1959年：蔣月惠，臺灣政治人物，現任屏東縣議員。
- 1961年：杨同彦，中國作家。（2017年逝世）
- 1962年：卡洛斯·塞恩斯，西班牙賽車手。
- 1966年：廣瀨香美，日本女性創作歌手、音樂製作人。
- 1968年：侯炳瑩，台灣演員。
- 1971年：香儂·陶荷提，美國女演員。（2024年逝世）
- 1971年：尼古拉斯·布倫登，美國男演員。
- 1972年：歐陽妙芝，香港女模特兒。
- 1972年：濱田賢二，日本男性聲優。
- 1974年：淺井清己，日本女性聲優。
- 1974年：李命进，韓國漫画家。
- 1974年：瑪莉·雪登，美國演員。
- 1975年：李嘉慧，香港女模特兒。
- 1975年：高宮智，日本漫畫家。
- 1978年：蓋·貝瑞曼，英國音樂家，酷玩樂團主奏吉他手。
- 1979年：彭懷安，香港歌手、演員，EO2樂隊成員。
- 1979年：李秀英，韓國歌手、演員。
- 1979年：珍妮花·摩利遜，美國女演員。
- 1979年：克萊兒·丹妮絲，美國女演員。
- 1979年：基士文，塞黑足球運動員。
- 1980年：布萊恩·麥克法登，愛爾蘭男歌手，男子團體西城男孩前成員。
- 1981年：保羅·魯斯特，美國男演員。
- 1983年：姚星彤，中國女演員。
- 1983年：北村紗衣，日本作家、教育家
- 1984年：賈乃亮，中國男演員。
- 1985年：吉澤瞳，日本歌手。
- 1986年：山本彩乃，日本女性藝人、演員、聲優。
- 1986年：馬特·麥高瑞，美國男演員。
- 1988年：李鉉在，韓國男歌手、演員。
- 1989年：魏大勛，中國男演員。
- 1991年：劉詩雯，中國女子乒乓球運動員。
- 1992年：查德·勒克洛，南非男子游泳運動員。
- 1994年：鈴木愛理，日本女歌手。
- 1994年：藤浪晉太郎，日本職業棒球運動員。
- 1994年：Sehun，韓國男子偶像團體EXO成員。
- 1994年：瑟夏·羅南，愛爾蘭女演員。
- 1997年：劉宇坤，中國射擊運動員。
- 1998年：黃婧靈，香港女藝人。
- 1999年：马修·理查德森，澳大利亞男子自由車運動員。
- 2000年：金善旴，韓國男子偶像團體THE BOYZ成員。

## 逝世
- 238年：戈爾迪安一世，羅馬帝國皇帝。（約159年出生）
- 238年：戈爾迪安二世，羅馬帝國皇帝。（約192年出生）
- 1550年：吉斯公爵克洛德，法國貴族、將軍。（1496年出生）
- 1555年：胡安娜，因精神失常被长期囚禁的名义上的卡斯蒂利亚和亚拉冈等国女王。（1479年出生）
- 1638年：天草四郎，日本基督徒，島原之亂領袖（1621年出生）
- 1817年：查尔斯·梅西耶，法国天文学家。（1730年出生）
- 1851年：马丁·施莱廷格，德国著名的牧師及图书馆管理员。（1772年出生）
- 1911年：詹姆斯·杜南，美國天主教神父兼耶穌會士。（1841年出生）
- 1917年：德威特·韋伯，美國醫生、政治家、博物學家。（1840年出生）
- 1945年：富兰克林·罗斯福，美国政治人物，第32任美國總統。（1882年出生）
- 1969年：金奎光，韓國獨立運動家。（1898年出生）
- 1981年：朝香宮鳩彥王，第二次世界大戰時的日本陸軍大將，為南京大屠殺中有爭議的責任人之一。（1887年出生）
- 1987年：王人美，中國電影艺术家。（1914年出生）
- 1988年：韓美洵，前香港副輔政司。（1917年出生）
- 1997年：乔治·沃尔德，美国生物化学家，以其研究視網膜色素的作品聞名，1967年與霍爾登·凱弗·哈特蘭和拉格納·格拉尼特共同獲得諾貝爾生理學或醫學獎。（1906年出生）
- 1998年：新凤霞，中國著名評劇表演藝術家，評劇新派創始人，被譽為評劇皇后。（1927年出生）
- 2006年：黑木和雄（日语：黒木和雄），日本電影導演。（1930年出生）
- 2020年：史特靈·莫斯，英國賽車手。（1929年出生）
- 2025年：尼基·凱特，美國男演員。（1970年出生）

## 节假日和习俗
- 載人空間飛行國際日
- 尤里之夜（英语：Yuri's Night）
- 俄羅斯：宇航日
- 玻利维亚：兒童節
- 海地：兒童節